# Studia podyplomowe

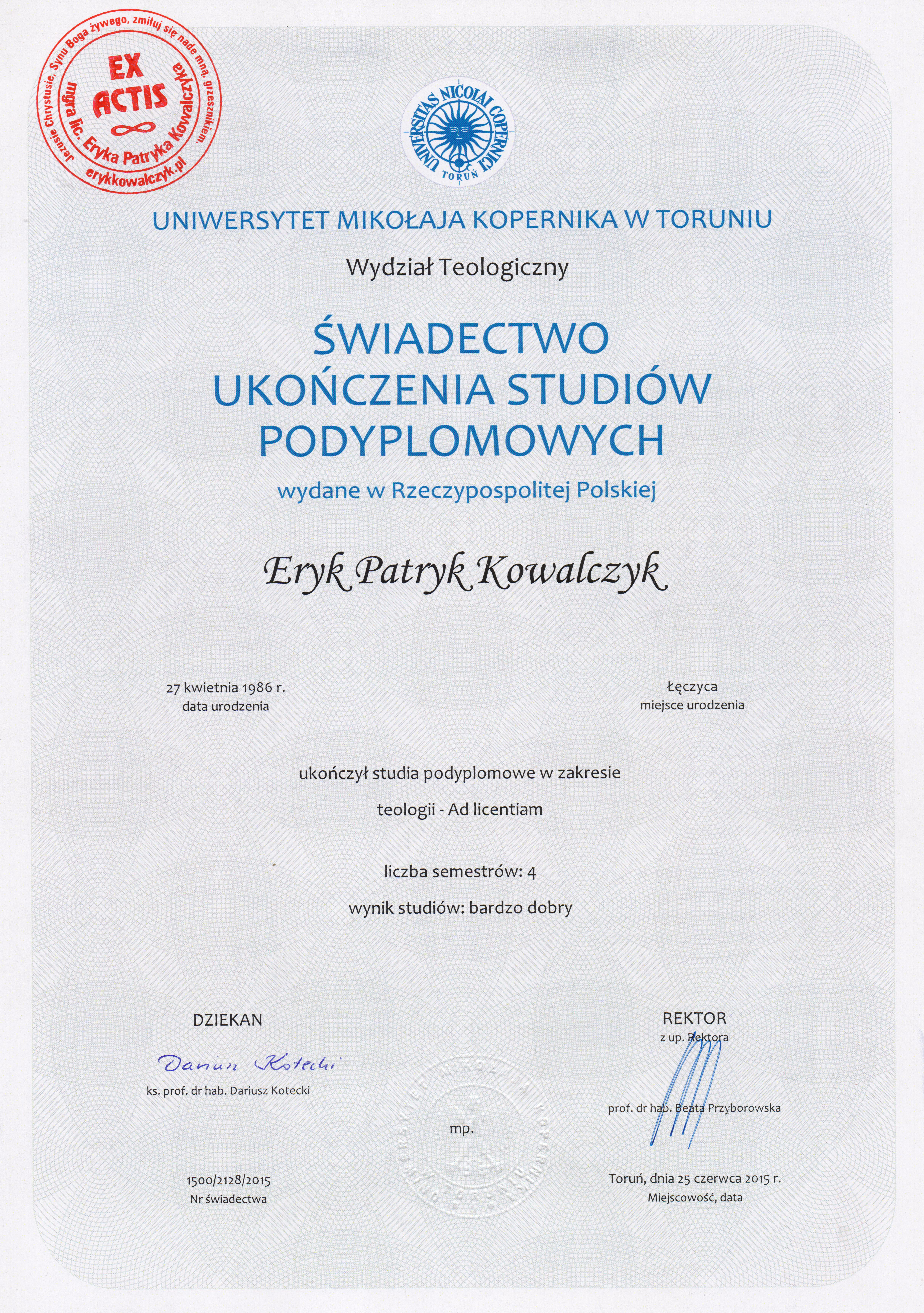

Studia podyplomowe – inna niż studia wyższe i szkoła doktorska forma kształcenia, przeznaczona dla kandydatów posiadających kwalifikacje co najmniej pierwszego stopnia. By rozpocząć studia podyplomowe, należy posiadać dyplom studiów licencjackich, inżynierskich lub magisterskich. Różnice w wymaganiach formalnych każda uczelnia określa indywidualnie.

## Studia podyplomowe w Polsce
Po ich zakończeniu otrzymuje się świadectwo ukończenia studiów podyplomowych (nie jest to dyplom). Program kształcenia studiów podyplomowych wymagać może złożenia przez słuchacza pracy końcowej lub egzaminu końcowego. W Polsce dostępne są studia podyplomowe dofinansowywane ze środków Unii Europejskiej, w ramach Europejskiego Funduszu Społecznego.

### Wymagania do podjęcia studiów podyplomowych w Polsce
Do podjęcia studiów podyplomowych potrzebny jest dyplom ukończenia studiów I stopnia (licencjat, inżynier) lub II stopnia (magister). Nie ma wymogu, by kierunek I lub II stopnia był zgodny z podejmowanym programem studiów podyplomowych.

## Studia podyplomowe w Niemczech
Niemiecka ustawa o szkolnictwie wyższym rozróżnia:
- studia podyplomowe (Aufbaustudium)
- studia uzupełniające (Ergänzungsstudium)
- studia dodatkowe (Zusatzstudium).